# Gasthaus zum Stiefel

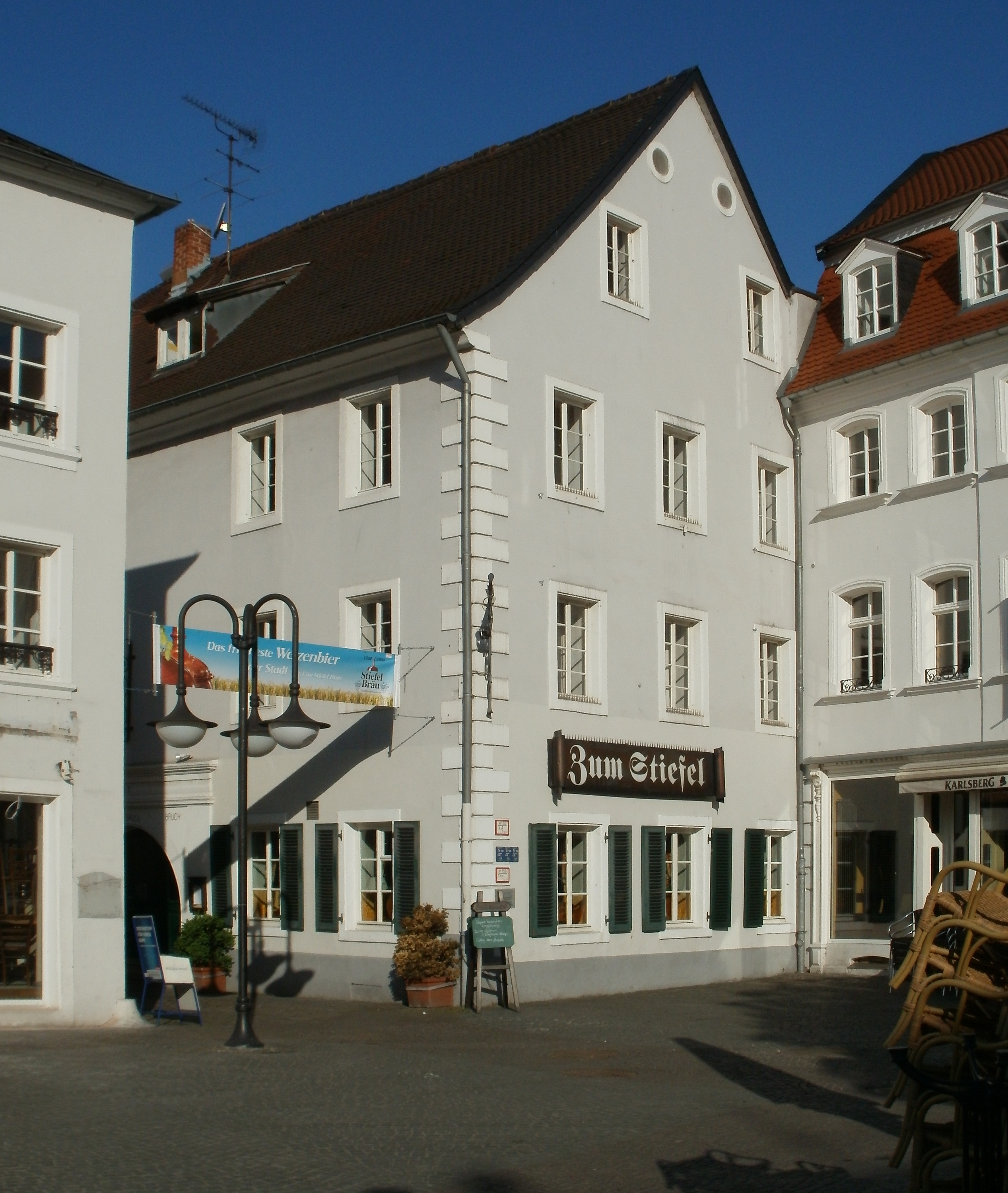
Zum Stiefel

Zum Stiefel ist eine Gaststätte mit Wohnhaus am St. Johanner Markt in Saarbrücken-St. Johann. Sie gehört zu Saarbrückens ältesten Gaststätten und steht unter Denkmalschutz.

## Geschichte
Um 1700 war an jener Stelle eine Gaststätte des Schusters Nickel Kiefer zu finden, welche er Zum Stiefel nannte. Im Nebengebäude wurde 1702 die Brauerei G.A. Bruch von Johann Daniel Bruch als Gasthausbrauerei gegründet. 1718 wurde das jetzige Gebäude unter Verwendung älterer Teile als Stammhaus der Bruch-Brauerei erbaut. Der dreigeschossige Massivbau verfügt über ein Satteldach und einen kleinen Innenhof.
1850 zog die Braustätte in die Fürstenstraße und um 1900 in einen Neubau in die Scheidterstraße. Im Zweiten Weltkrieg kam ein Studio des Reichsrundfunksenders in die ehemalige Braustätte, nach dem Krieg wurde ein französisches Offizierscasino eingerichtet. In den 1950er bis 1960er Jahren kam das Erotik-Kino City-Kino in die Räumlichkeiten, Ende der 1960er Jahre das Theater im Stiefel.
In den 1970er Jahren wurde das Gebäude restauriert. 1989 wurde die Gasthausbrauerei als eigene Schankwirtschaft Stiefelbräu wieder errichtet.